# Mieczysław Wajnberg: Sonatas for Cello and Piano
Mieczysław Wajnberg: Sonatas for Cello and Piano – wspólny album duetu polskich muzyków: wiolonczelisty Wojciecha Fudali i pianisty Michała Rota z muzyką współczesną skomponowaną przez Mieczysława Wajnberga, wydany 22 sierpnia 2019 przez DUX Recording Producers (nr kat. CDX DUX 1545). Nominacja do Fryderyka 2020 w kategorii Album Roku Muzyka Kameralna.

## Lista utworów
| MIECZYSŁAW WAJNBERG: SONATAS FOR CELLO AND PIANO – 2019 | MIECZYSŁAW WAJNBERG: SONATAS FOR CELLO AND PIANO – 2019                      | MIECZYSŁAW WAJNBERG: SONATAS FOR CELLO AND PIANO – 2019 |
| Nr                                                      | Tytuł utworu                                                                 | Długość                                                 |
| ------------------------------------------------------- | ---------------------------------------------------------------------------- | ------------------------------------------------------- |
| 1.                                                      | „Lento ma non troppo” (Sonata na wiolonczelę i fortepian nr 1 op. 21 (1945)) | 7:39                                                    |
| 2.                                                      | „Un poco moderato” (Sonata na wiolonczelę i fortepian nr 1 op. 21 (1945))    | 11:08                                                   |
| 3.                                                      | „Moderato” (Sonata na wiolonczelę i fortepian nr 2 op. 63 (1959))            | 6:19                                                    |
| 4.                                                      | „Andante” (Sonata na wiolonczelę i fortepian nr 2 op. 63 (1959))             | 8:16                                                    |
| 5.                                                      | „Allegro” (Sonata na wiolonczelę i fortepian nr 2 op. 63 (1959))             | 6:49                                                    |
| 6.                                                      | „Adagio” (Sonata na wiolonczelę solo nr 1 op. 72 (1960))                     | 5:32                                                    |
| 7.                                                      | „Allegretto” (Sonata na wiolonczelę solo nr 1 op. 72 (1960))                 | 3:47                                                    |
| 8.                                                      | „Allegro” (Sonata na wiolonczelę solo nr 1 op. 72 (1960))                    | 4:25                                                    |
| 9.                                                      | „Berceuse op. 1” (1935)                                                      | 5:10                                                    |
|                                                         |                                                                              | 59:05                                                   |